# Mazda MX-5 Version Superlight
 (mai 2019).
Si vous disposez d'ouvrages ou d'articles de référence ou si vous connaissez des sites web de qualité traitant du thème abordé ici, merci de compléter l'article en donnant les références utiles à sa vérifiabilité et en les liant à la section « Notes et références ».
La Mazda MX-5 Version Superlight est un concept-car du constructeur automobile Japonais Mazda, présenté au salon de Francfort en 2009.

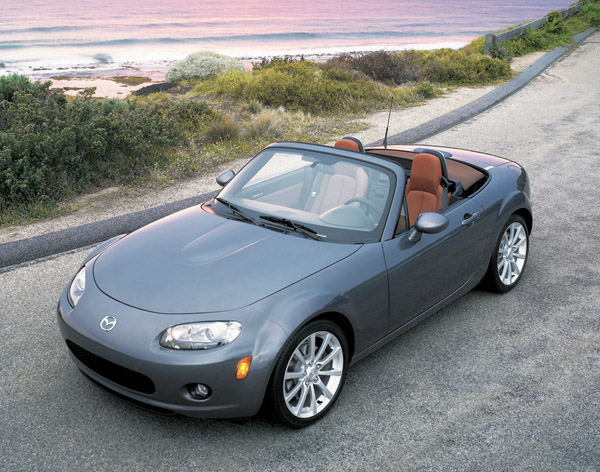
La Mazda MX-5 (NC) sert de base à la Version Superlight

Il s'agit d'une variante sportive du cabriolet MX-5 (NC) de troisième génération, créée pour commémorer les vingt ans du petit cabriolet Mazda.
Son nom "Superlight" désigne une version au poids réduit, elle abandonne le conventionnel pare-brise, les rétroviseurs et les poignées de portières du modèle de série, son capot est remplacé par une version en fibre de carbone plus légère et deux arceaux profilés font leur apparition.
Elle est motorisée par un 1,8 litre MZR de 126 ch associé à une boite manuelle à cinq rapports.